# Jenny Everywhere
Jenny Everywhere (в буквальном переводе с английского — «Дженни Везде», известна также под именем «The Shifter») — виртуальный персонаж, находящийся в общественном достоянии, первоначально созданный канадским художником, автором комиксов Стивеном Уинтлом и развиваемый членами интернет-сообщества Barbelith.
После того как Стивен Уинтл и его единомышленники не смогли найти виртуального персонажа, находящегося в общественном достоянии, они специально создали такого персонажа, получившего символическое имя Jenny Everywhere — «Дженни Везде». Виртуальная девушка Jenny Everywhere описывается как существующая в любой реальности и обладающая способностью «переключаться» между реальностями, откуда появилось её второе имя — «The Shifter» («Переключатель»). Эта способность Дженни Везде позволяет любому желающему автору вставлять её в качестве персонажа в любой существующий или вновь создаваемый комикс или веб-комикс, а также в другие виды сетевых субкультур.

## Описание
Стивен Уинтл описал первоначальный облик Дженни Везде следующим образом:

У неё короткие темные волосы. Она, как правило, носит поднятые на лоб очки лётного шлема и шарф вокруг её шеи. Как правило, носит удобную одежду среднего размера. Привлекательно выглядит, располагает к себе и обладает харизмой. Внешне напоминает уроженку Азии или североамериканскую индианку. Улыбчива. — 
Далее Уинтл дополнил описание: «похожа на Тинтина, слушающего Le Tigre и присоединившегося к Фантастической четвёрке. Она возбудимая, страстная, внимательная, любопытная и заботливая. Подобно капитану Марвелу, обладает многими суперспособностями».

## Лицензирование
Создатели персонажа Дженни Везде настаивают, что в любое произведение с её участием необходимо включить следующий текст: «персонаж Дженни Везде доступен для использования всем желающим с единственным условием: в любую публикацию с использованием Дженни Везде должен быть включён пункт, что все желающие могут использовать её образ, как сочтут нужным. All rights reversed».
Распространение со статусом All rights reversed подразумевает, что имя, персонаж и сама идея персонажа Дженни Везде не может быть объектом авторского права, потому что они уже принадлежат всем. Благодаря этому Дженни может появляться в самых разнообразных комиксах с различными сюжетами, в том числе противоречащими друг другу. Например, в рассказе Алекса Эрнандеса Soulless Mate один из главных героев является одним из бойфрендов Дженни из рассказа My Bloody Valentine, а в другом рассказе эта связь отсутствует.

## Использование
Большинство историй с участием Дженни Везде существуют исключительно в качестве веб-комиксов, многие из которых являются фантастикой или сериалами о приключениях супергероев. В 2003 году Нельсон Эвергрин и Джо Макаре выпустили 50-серийные публикации с участием Дженни Везде — Name’s Not Down и Damn Fine Hostile Takeover. Дженни Везде появилась также в ряде существующих веб-комиксов в качестве камео.
Дженни Везде фигурировала в 2008 году качестве виртуального ведущего на присуждении премии Web Cartoonists' Choice Awards, представляя категорию Outstanding Character Rendering. В 2004 и 2007 годах Дженни Везде была объектом конкурса, проводимого сайтом Strip Fight раз в два месяца, по условиям которого участники совместно разрабатывают комикс на заданную тему.
В 2008 году образ Дженни Везде был использован для коллекционных карточных игр The Shifter Archive и WAGON Webcomic Battle.
После обширного использования в веб-комиксов и создания специального сайта jennyeverywhere.com Дженни Везде получила много положительных отзывов в различных интернет-сообществах. В публикации в канадском музыкальном еженедельнике Exclaim! в 2003 году Дженни Везде была охарактеризована как «рождённая в колоссальном взрыве энергии, подобно многим своим „родственникам“, защищённым авторским правом, но, в отличие от Супермена или Халка, она полностью принадлежит людям».